# ناملینگ
ناملینگ (به لاتین: Namling) یک شهرک در جمهوری خلق چین است که در Namling County واقع شده‌است.